# Sylvie Tissot
Pour les articles homonymes, voir Tissot.
Sylvie Tissot (née le 24 août 1971) est une sociologue française, professeure au département de sciences politiques de l’université Paris-VIII, militante féministe et pour le droit des étrangers.
Elle anime avec Pierre Tévanian le collectif Les mots sont importants.

## Biographie

### Sociologue
Sylvie Tissot travaille sur les politiques urbaines et les transformations des grandes villes françaises et américaines, des quartiers d’habitat social aux quartiers dits « gentrifiés ». Ses enquêtes portent sur des espaces urbains et sur leurs représentations, sur les acteurs (publics, associatifs, savants…) qui les façonnent et sur les processus de revalorisation ou de stigmatisation de ces espaces. Dans L’État et les quartiers. Genèse d’une catégorie de l’action publique (Éditions du Seuil, 2007),, elle propose une histoire de la catégorie de « quartier sensible » à partir d’une enquête au sein des univers sociaux où le « problème des banlieues » a été discuté pour aboutir à la naissance de la politique de la ville dans les années 1980 et 1990.
Son travail sur les catégories interroge les formes de dépolitisation qu’engagent les mots d’ordre de la « mixité sociale », de la « diversité », de la « participation des habitants », les termes de « quartiers sensibles » ou de « bobos », et, plus largement, la « spatialisation des problèmes sociaux ».
Son analyse des formes contemporaines de distinction sociale chez les classes supérieures se poursuit à travers une enquête sur les normes sexuelles à Paris et à New York. Au cœur du goût pour la « diversité » des classes supérieures progressistes new-yorkaises, la gayfriendliness entame, sans les faire disparaître, les formes d'exclusion et de rejet de l'homosexualité. L'ouvrage publié en 2019 aux éditions Raisons d'agir montre, en outre, qu'elle est plus forte chez les femmes et les jeunes générations[réf. nécessaire].
Elle est rattachée au laboratoire CSU-CRESPPA. Depuis 2012, elle est membre du comité de rédaction de la revue Actes de la recherche en sciences sociales, puis rédactrice en chef de 2018 à 2021, et a coordonné plusieurs numéros consacrés à la ville,.

### Militante
Elle est fondatrice avec Pierre Tevanian du collectif Les mots sont importants et co-animatrice du site lmsi.net — créé après la publication de l’ouvrage Mots à maux. Dictionnaire de la lepénisation des esprits (Dagorno, 1998) — sur lequel elle est publiée. Dans le cadre de ce collectif, elle s'engage notamment contre les politiques de restriction du droit à l'entrée et au séjour des étrangers (lois Chevènement et Sarkozy), contre la double peine, contre l'impunité des violences policières (notamment lors du forum "Résistons Ensemble contre les violences policières" organisé avec le Mouvement Immigration Banlieue en 2002).
Au sein du Collectif Une École Pour Tou-te-s, elle proteste contre la loi sur les signes religieux à l’école ; ce qui lui vaut d'être qualifiée d'islamo-gauchiste. Fourest et Venner notent que les arguments de Tissot (contre les féministes opposées au voile) sont récupérés par des musulmans intégristes.
En 2005, elle est signataire de l'appel pour les « Assises de l’anti-colonialisme post-colonial » lancé par les Indigènes de la République. 
En 2008, elle participe à la création du collectif féministe Les TumulTueuses, et à ses actions, notamment contre les lois antivoile (loi anti-niqab de 2010) et antiprostitution (loi de pénalisation du client en 2013).
En 2011, elle signe le manifeste d'intellectuels de gauche pour la défense de la liberté d'expression, contre le soutien à Charlie Hebdo !, s'indignant de la mobilisation médiatique et politique en faveur de l’hebdomadaire satirique à la suite de la destruction de ses locaux par un jet de cocktail molotov. 
Elle prend position pour l'égalité des droits au mariage et à la parentalité entre homosexuels et hétérosexuels.

### Réalisatrice
Avec Florence Tissot, elle réalise deux documentaires : Je ne suis pas féministe, mais... et L'Abécédaire de Christine Delphy (2015). Le premier retrace en 52 minutes le parcours de la militante et sociologue Christine Delphy; le second se présente comme un entretien filmé de 3h40.

## Publications

### Ouvrages universitaires
- Sylvie Tissot, Gayfriendly, acceptation et contrôle de l'homosexualité à Paris et à New York, Raisons d'agir, 31 octobre 2018, 328 p. (ISBN 978-2-912107-99-2, OCLC 1076861832, BNF 45618084).
- Colin Giraud, Anaïs Collet, Sylvie Tissot, Jean-Yves Authier et Jean Rivière, Les bobos n'existent pas, Presses universitaires de Lyon, 2018 (ISBN 978-2-7297-0934-1, BNF 45470036).
- Avec Susanna Magri, Explorer la ville contemporaine par les transferts, Lyon, Presses universitaires de Lyon, 2017.
- (en) Good Neighbors. Gentrifying Diversity in Boston's South End, London-New York, Verso, 2015.
- De bons voisins. Enquête dans un quartier de la bourgeoisie progressiste, Paris, Raisons d’Agir, 2011[15],[16],[17] (ISBN 2912107636).
- Avec Isabelle Backouche, Fabrice Ripoll et Vincent Veschambre, La dimension spatiale des inégalités. Regards croisés des sciences sociales, Rennes, Presses universitaires de Rennes, 2011  (ISBN 9782753514379).
- L’État et les quartiers. Genèse d’une catégorie d’action publique, Paris, Seuil, 2007  (ISBN 2020914859).
- Avec Christophe Gaubert et Marie-Hélène Lechien, Les reconversions militantes, Limoges, Presses Universitaires de Limoges, 2005.

### Ouvrages politiques  et d’intervention
- Avec Pierre Tevanian, Mots à maux. Dictionnaire de la lepénisation des esprits, Paris, Dagorno, 1998 (réédition Éditions L'esprit frappeur, 2002)   (ISBN 9782844051936)
- Stop quelle violence?, Paris, Éditions L'esprit frappeur, 2001  (ISBN 2844051545)
- Avec le Collectif Abelard, Universitas calamitatum : le livre noir des réformes universitaires, Bellecombe, Éditions du Croquant, 2003  (ISBN 9782914968058)
- Les mots sont importants, Paris, Éditions Libertalia, 2000-2010  (ISBN 2918059099)
- Mots et maux d'une décennie : 2010-2020, Paris, Cambourakis, 2020